# IFPI香港唱片銷量大獎頒獎禮2004
IFPI香港唱片銷量大獎頒獎禮2004是由國際唱片業協會(香港會)（IFPI）舉辦之一香港唱片頒獎典禮，由核數師計算香港地區2004年的唱片銷量，後頒發獎項予最高銷量的唱片。

## 得獎名單[1]

### 十大銷量廣東唱片
- 《Beloved》 ——張國榮
- 《Anita Classic Moment Live》 ——梅艷芳
- 《梅 · 憶錄》 ——梅艷芳
- 《左麟右李04'開心演唱會》 ——李克勤、譚詠麟
- 《Girl Power》 ——Twins
- 《Magic》 ——Twins
- 《Twins 零4好玩演唱會》 ——Twins
- 《Give Love A Break》 ——容祖兒
- 《Nin9 2 5ive》 ——容祖兒
- 《Show Up 容祖兒演唱會》 ——容祖兒

### 十大銷量國語唱片
- 《記得我愛你》 ——周渝民
- 《First Time Jerry For You》 ——言承旭
- 《F.I.R.》 ——F.I.R.
- 《不可思議》 ——王力宏
- 《Black&White》 ——張學友
- 《七里香》 ——周杰倫
- 《STEFANIE》 ——孫燕姿
- 《獨照》 ——容祖兒
- 《刀郎》 ——刀郎
- 《城堡》 ——蔡依林

### 最高銷量國語唱片
- 《七里香》 ——周杰倫

### 最高銷量廣東唱片
- 《Anita Classic Moment Live》 ——梅艷芳

### 全年最高銷量本地女歌手
- 容祖兒

### 全年最高銷量本地男歌手
- 李克勤、譚詠麟